# أندرو ميتشيل (لاعب كرة قدم أمريكية)
أندرو ميتشيل (بالإنجليزية: Andrew Mitchell)‏ هو لاعب كرة قدم أمريكية أمريكي، ولد في 12 يونيو 1985 في شوكتو في الولايات المتحدة.